# Строптивые соседи
«Строптивые соседи» (груз. ჭირვეული მეზობლები) — кинокомедия грузинского режиссёра Шота Манагадзе по сценарию Георгия Мдивани, снятая на Тбилисской киностудии в 1945 году. Фильм не был выпущен во всесоюзный прокат и вышел только на республиканские экраны ГССР 1 ноября 1945 года.

## Синопсис
Действие фильма разворачивается во время Великой Отечественной войны в грузинском селе. Два колхозных бригадира, Амиран и Грамитон, постоянно соревнуются друг с другом. Несмотря на военное время, дела у них идут неплохо. Однажды Грамитон, чтобы обставить Амирана, отдаёт государству крупную сумму: за себя и за соседа. В ответ Амиран покупает за собственные деньги самолёт сыну-лётчику Грамитона. Когда с фронта приходит телеграмма, Амиран ошибочно полагает, что это сообщение о смерти сына Грамитона, и пытается скрыть от того печальное известие. В конце концов, ошибка обнаруживается, и одновременно раскрывается глубокая дружба, которая связывает двух строптивых соседей.

## В ролях
В фильме снимались:
- Александр Жоржолиани — Амиран
- Шалва Гамбашидзе — Грамитон
- Цецилия Цуцунава — Пепела, жена Амирана

## Съёмочная группа
Над фильмом работали:
- сценарист: Георгий Мдивани
- режиссёр-постановщик: Шота Манагадзе
- оператор: Юрий Рышков
- художник: Серапион Вацадзе
- композитор: Давид Торадзе
- звукооператор: Р. Кезели

## Отзывы
Фильм получил низкую оценку, в первую очередь, со стороны руководства государства. Сталин, смотревший фильм первым, ушёл, не дожидаясь его окончания. Партийное и министерское руководство: Жданов, Александров, Большаков — в 1946 году в докладной записке характеризовали его как сделанный «примитивно и плохо». Критика также отмечала недостатки: нелепость персонажей, наигранность и неправдоподобность ситуаций, отсутствие целостности картины. Тем не менее, на фоне откровенно слабого сценария положительную оценку получила режиссура Мдивани и игра актёров, которая оживляла действие в традициях грузинской комедии.
Фильм не был выпущен во всесоюзный прокат и вышел только на республиканские экраны ГССР 1 ноября 1945 года.
Неудача с фильмом, ставшим для Шоты Манагадзе первым опытом самостоятельной работы, серьёзно повлияла на дальнейшую судьбу режиссёра. На 10 лет он отказался от создания собственных работ в кинематографе: следующая его кинокартина, «Мастера грузинского балета», вышла на экраны только в 1956 году. Вскоре последовали и другие фильмы, в том числе «Последний из Сабудара» (1958), ставший фактически творческой реабилитацией Манагадзе.
В 1966 году сын режиссёра, Нодар Манагадзе, отредактировал фильм заново.